# الیز رچیچی
الیز رچیچی (انگلیسی: Elise Rechichi؛ زادهٔ ۱۱ ژانویهٔ ۱۹۸۶) قایقران قایق بادبانی اهل استرالیا است.